# Formerum
Formerum est un village situé dans la commune néerlandaise de Terschelling, sur l'île du même nom, dans la province de la Frise. Le 1er janvier 2005, le village comptait 228 habitants.

## Personnalités nées à Formerum
- Willem Barentsz (1550 ? - 1597), explorateur néerlandais du Grand Nord